# Törpe-rövidszárnyúrigó
A törpe-rövidszárnyúrigó (Brachypteryx leucophris) a madarak (Aves) osztályának a verébalakúak (Passeriformes) rendjébe, ezen belül a légykapófélék (Muscicapidae) családjába tartozó faj.

## Rendszerezése
A fajt Coenraad Jacob Temminck holland arisztokrata és zoológus írta le 1827-ben, a Myiothera nembe Myiothera leucophris néven.

## Alfajai
- Brachypteryx leucophris nipalensis Moore, 1854 - a Himalája vidéke, Mianmar északi része és Közép-Kína déli része
- Brachypteryx leucophris carolinae La Touche, 1898 - Kína délkeleti része, Mianmar keleti része, Thaiföld északkeleti része és az Indokínai-félsziget északi része
- Brachypteryx leucophris langbianensis Delacour & Greenway, 1939 - az Indokínai-félsziget déli része
- Brachypteryx leucophris wrayi Ogilvie-Grant, 1906 - Malajzia középső és déli része
- Brachypteryx leucophris leucophris (Temminck, 1828) - Szumátra, Jáva és  Kis-Szunda-szigetek[2]

## Előfordulása
Dél- és Délkelet-Ázsiában, Banglades, Bhután, Kambodzsa, Kína, Kelet-Timor, India, Indonézia, Laosz, Malajzia, Mianmar, Nepál, Thaiföld és Vietnám területén honos. Természetes élőhelyei a szubtrópusi vagy trópusi síkvidéki és hegyi esőerdők. Állandó, nem vonuló faj.

## Megjelenése
Testhossza 13 centiméter, testtömege  12,5 gramm.

## Életmódja
Főleg rovarokkal táplálkozik, de néha csigákat is fogyaszt.

## Természetvédelmi helyzete
Az elterjedési területe rendkívül nagy, egyedszáma viszont csökken, de még nem éri el a kritikus szintet. A Természetvédelmi Világszövetség Vörös listáján nem fenyegetett fajként szerepel.